# Antoni Manastyrski
Antoni Józef Manastyrski (Monastyrski) (ur. 14 czerwca 1803 w Stanisławowie, zm. 17 grudnia 1869 w Rzymie) – polski duchowny rzymskokatolicki, biskup przemyski od 1863 do 1869. 
Syn Jana i Krystyny Wiśniewskiej. Kształcił się w Stanisławowie, Lwowie i Wiedniu. Po święceniach w Wiedniu (1826) notariusz kurii, prefekt i ojciec duchowny seminarium we Lwowie, kanonik lwowski (1838), rektor Uniwersytetu Lwowskiego (1845/1846), proboszcz katedry (1850) i wikariusz kapitulny archidiecezji lwowskiej (1858–1860). Prekonizowany biskupem przemyskim 28 września 1863, sakrę biskupią przyjął 8 listopada 1863, a rządy w diecezji objął 8 grudnia 1863. Dążył do odrodzenia religijnego diecezji, podniesienia poziomu moralnego duchowieństwa, rozwoju działalności charytatywnej i bractw kościelnych. Asystent tronu papieskiego (1867) i uczestnik Soboru Watykańskiego I. Jego grób znajduje się w rzymskiej bazylice Santa Maria sopra Minerva.
22 października 1863 otrzymał honorowe obywatelstwo miasta Lwowa.